# まほろばStories
『まほろばStories』（まほろばストーリーズ）は、2007年7月26日にディンプルから発売されたPlayStation 2用ゲームソフト。
4人の女子高生スズ、アルエ、トッコ、マリゾーが、黒猫のトトに導かれて絵本の中の世界に入り、本のストーリーを改変する悪しき感情「イド」を修復する。4人のフルボイスによる会話部分と、ターン制の戦闘部分からなるシミュレーションRPGとなっている。
キャラクターデザインはピンキーストリートの金谷ゆうきが担当しており、ゲーム中にはピンキーストリートのキャラクターもゲスト出演している。初回限定版には、アルエのピンキーが付属した。

## 登場キャラクター・声の出演
- スズ：坂本真綾
- アルエ：千葉紗子
- トッコ：園崎未恵
- マリゾー：齋藤彩夏
- トト：今野宏美
- エガリ：佐藤正治
- ネネ：広橋涼
- 絵本の朗読：みとせのりこ

## スタッフ
- ディレクター・原作シナリオ：岩崎大介
- シナリオ：山本まや
- キャラクターデザイン：金谷ゆうき
- 絵本原画・世界観イメージ：染嶋優希
- オープニング曲：「頁の翼 -あの空へ-」
  - 作詞・歌：みとせのりこ
  - 作・編曲：井上俊彦